# Badminton na Letních olympijských hrách 1996
Badminton na Letních olympijských hrách 1996 probíhal v hale GSU Sports Arena v Atlantě.

## Medailisté

### Muži
| Kategorie    | Zlato                                          | Stříbro                                        | Bronz                                               |
| ------------ | ---------------------------------------------- | ---------------------------------------------- | --------------------------------------------------- |
| dvouhra mužů | Dánsko (DEN) · Poul-Erik Høyer Larsen          | Čína (CHN) · Dong Jiong                        | Malajsie (MAS) · Rashid Sidek                       |
| čtyřhra mužů | Indonésie (INA) · Ricky Subagja · Rexy Mainaky | Malajsie (MAS) · Cheah Soon Kit · Yap Kim Hock | Indonésie (INA) · Denny Kantono · Antonius Ariantho |

### Ženy
| Kategorie   | Zlato                             | Stříbro                                         | Bronz                                  |
| ----------- | --------------------------------- | ----------------------------------------------- | -------------------------------------- |
| dvouhra žen | Jižní Korea (KOR) · Bang Soo-hyun | Indonésie (INA) · Mia Audina                    | Indonésie (INA) · Susi Susanti         |
| čtyřhra žen | Čína (CHN) · Ge Fei · Gu Jun      | Jižní Korea (KOR) · Gil Young-ah · Jang Hye-ock | Čína (CHN) · Qin Yiyuan · Tang Yongshu |

### Smíšené
| Kategorie       | Zlato                                            | Stříbro                                          | Bronz                              |
| --------------- | ------------------------------------------------ | ------------------------------------------------ | ---------------------------------- |
| smíšená čtyřhra | Jižní Korea (KOR) · Kim Dong-moon · Gil Young-ah | Jižní Korea (KOR) · Park Joo-bong · Ra Kyung-min | Čína (CHN) · Liu Jianjun · Sun Man |

## Přehled medailí
| Pořadí | Země        | Zlato | Stříbro | Bronz | Celkově |
| ------ | ----------- | ----- | ------- | ----- | ------- |
| 1.     | Jižní Korea | 2     | 2       | 0     | 4       |
| 2.     | Čína        | 1     | 1       | 2     | 4       |
| 2.     | Indonésie   | 1     | 1       | 2     | 4       |
| 4.     | Dánsko      | 1     | 0       | 0     | 1       |
| 5.     | Malajsie    | 0     | 1       | 1     | 2       |
| Celkem | Celkem      | 5     | 5       | 5     | 15      |